# Draba inquisiviana
Draba inquisiviana är en korsblommig växtart som beskrevs av Al-shehbaz. Draba inquisiviana ingår i släktet drabor, och familjen korsblommiga växter. Inga underarter finns listade i Catalogue of Life.